# Liste des plus grandes constructions en Afrique
 (mai 2018).
L'Afrique possède de hautes constructions et des records mondiaux de hauteur. Cette page fait la liste des plus grandes constructions africaines. Les deux pays les plus développés en possèdent la majorité (Afrique du Sud, Égypte).

## Les plus hautes constructions africaines

### Évolution
En mai 2017, le Kenya lance la construction de la tour Pinnacle, un double gratte-ciel dont la plus haute tour devrait culminer à plus de 300 mètres, et dont l'ouverture est prévue pour la fin 2019.En août 2012, l’Algérie a posé la première pierre de la Grande mosquée d’Alger ou Djamaâ el Djazaïr, elle sera inaugurée en avril 2019 et son minaret, déjà achevé, culmine à 270 mètres et est le plus haut du monde.En août 2018, les autorités égyptiennes annoncent le lancement de la construction de la Nile Tower qui devrait culminer à 345 mètres de hauteur, et ainsi prendre la tête de la liste des plus hauts bâtiments en Afrique. L'inauguration est annoncée pour juin 2019. En novembre 2018, le Maroc lance la construction de la Tour Mohammed VI qui devrait atteindre 250 mètres de haut, une construction menée par la BMCE Bank en lice pour devenir la plus haute tour africaine. Depuis plusieurs années, de nombreux projets de construction visant à devenir la "plus haute tour d'Afrique" ont été annoncés, mais nombreux sont restés sans suite, tel que la Al Noor Tower au Maroc, la tour de 345m dans la « nouvelle capitale » égyptienne, The One et Jabavu Village au Kenya, la Tourel au Cameroun, la tour de 447 mètres dans la Symbio-City en Afrique du Sud, la tour de 270 mètres dans la nouvelle Hope City au Ghana.

### Liste
| 1  |  | Djamaâ el Djazaïr | Alger        | 2020 | 267 | 43 | [ 6 ] |  |                                                 |  |              |         |      |     |    |  |
| 2  |  | Hillbrow Tower    | Johannesburg | 1971 | 260 |    |       |  |                                                 |  |              |         |      |     |    |  |
| 3  |  | Sentech Tower     | Johannesburg | 1962 | 237 |    |       |  |                                                 |  |              |         |      |     |    |  |
| 4  |  | Carlton Centre    | Johannesburg | 1973 | 222 | 50 |       |  |                                                 |  |              |         |      |     |    |  |
| 5  |  | Mosquée Hassan II | Casablanca   | 1993 | 220 | se | [ 7 ] |  | 6 La tour de l´échangeur de Limete Kinshasa 210 |  | Britam Tower | Nairobi | 2017 | 200 | 31 |  |
| 7  |  | Tour du Caire     | Le Caire     | 1961 | 187 |    |       |  |                                                 |  |              |         |      |     |    |  |
| 8  |  | Tour Ponte City   | Johannesburg | 1975 | 173 | 54 |       |  |                                                 |  |              |         |      |     |    |  |
| 9  |  | UAP Tower         | Nairobi      | 2016 | 163 | 33 |       |  |                                                 |  |              |         |      |     |    |  |
| 10 |  | NECOM House       | Lagos        | 1979 | 160 | 32 |       |  |                                                 |  |              |         |      |     |    |  |

### Classement par pays
| Rang | Pays           | ≥100 m | ≥150 m | ≥200 m | ≥250 m | Total |
| ---- | -------------- | ------ | ------ | ------ | ------ | ----- |
| 1    | Afrique du Sud | 31     | 5      | 1      | 1      | 38    |
| 2    | Égypte         | 33     | 1      | 0      | 0      | 34    |
| 3    | Nigeria        | 13     | 1      | 0      | 0      | 14    |
| 4    | Algerie        | 12     | 0      | 0      | 1      | 13    |
| 5    | Kenya          | 9      | 1      | 1      | 0      | 11    |

## Les plus vastes constructions africaines

### Évolution
En février 2017, le centre commercial Two Rivers ouvre à Nairobi au Kenya avec une superficie totale de 67 000 mètres, ce qui en fait le plus grand centre commercial d'Afrique de l'Est,.